# Nemanja Jaramaz
Nemanja Jaramaz, né le 10 juillet 1991 à Nikšić, est un joueur serbe de basket-ball.

## Carrière
Au mois de juillet 2020, il s'engage pour une saison avec le FMP Beograd en première division serbe.